# Omphalodina
Omphalodina is een geslacht van korstmossen dat behoort tot de familie Lecanoraceae. De typesoort is Omphalodina rubina. Later is deze soort overgezet naar het geslacht Lecanora.

## Soorten
Volgens Index Fungorum telt het geslacht vijf soorten (peildatum februari 2023):
| Soortnaam                   | Auteur(s)                               | Publicatiejaar |
| --------------------------- | --------------------------------------- | -------------- |
| Omphalodina chrysoleuca     | (Sm.) S.Y. Kondr., Lőkös & Farkas       | 2019           |
| Omphalodina huashanensis    | (J.C. Wei) S. Y. Kondr., Lőkös & Farkas | 2019           |
| Omphalodina opiniconensis   | (Brodo) S.Y. Kondr., Lőkös & Farkas     | 2019           |
| Omphalodina phaedrophthalma | (Poelt) S.Y. Kondr., Lőkös & Farkas     | 2019           |
| Omphalodina pseudistera     | (Nyl.) S.Y. Kondr., Lőkös & Farkas      | 2019           |